# Ascogaster mimetica
Ascogaster mimetica är en stekelart som beskrevs av Henry Lorenz Viereck 1905. Ascogaster mimetica ingår i släktet Ascogaster och familjen bracksteklar. Inga underarter finns listade.